# Marija Šestak
Marija Šestak (Eslovenia, 17 de abril de 1979) es una atleta eslovena especializada en la prueba de triple salto, en la que consiguió ser medallista de bronce mundial en pista cubierta en 2008.

## Carrera deportiva
En el Campeonato Mundial de Atletismo en Pista Cubierta de 2008 ganó la medalla de bronce en el triple salto, llegando hasta los 14.68 metros, tras la cubana Yargelis Savigne (oro con 15.05 metros que fue récord de América) y la griega Hrysopiyi Devetzi.